# Bóng chuyền tại Đại hội Thể thao Đông Nam Á 2021 – Nam
Nội dung bóng chuyền nam tại Đại hội Thể thao Đông Nam Á 2021được tổ chức từ ngày 13 đến ngày 22 tháng 5 năm 2022 tại Nhà thi đấu Đại Yên ở tỉnh Quảng Ninh.

## Bốc thăm
Lễ bốc thăm chia bảng giải bóng chuyền nam được tổ chức vào ngày 8 tháng 4 năm 2022 tại Hà Nội. Việt Nam với tư cách là chủ nhà sẽ được chọn nhóm mà mình muốn được phân bổ.

## Các quốc gia tham dự
- Campuchia
- Indonesia
- Malaysia
- Myanmar
- Philippines
- Thái Lan
- Việt Nam

## Vòng bảng
|  | Đủ điều kiện cho trận tranh hạng 1-4 |
|  | Đủ điều kiện cho trận tranh hạng 5   |
|  | Đủ điều kiện cho trận tranh hạng 5-7 |

#### Bảng A
|      |           | Điểm | Trận đấu | Trận đấu | Set | Set | Set   | Điểm | Điểm | Điểm  |
| Hạng | Đội       | Điểm | T        | B        | T   | B   | Tỷ lệ | T    | B    | Tỷ lệ |
| ---- | --------- | ---- | -------- | -------- | --- | --- | ----- | ---- | ---- | ----- |
| 1    | Indonesia | 9    | 3        | 0        | 9   | 1   | 9.000 | 246  | 169  | 1.456 |
| 2    | Việt Nam  | 6    | 2        | 1        | 7   | 3   | 2.333 | 225  | 212  | 1.061 |
| 3    | Myanmar   | 3    | 1        | 2        | 3   | 6   | 0.500 | 198  | 204  | 0.971 |
| 4    | Malaysia  | 0    | 0        | 3        | 0   | 9   | 0.000 | 141  | 225  | 0.627 |

| Ngày       | Thời gian |           | Điểm |           | Set 1 | Set 2 | Set 3 | Set 4 | Set 5 | Tổng  | Nguồn |
| ---------- | --------- | --------- | ---- | --------- | ----- | ----- | ----- | ----- | ----- | ----- | ----- |
| 13 tháng 5 | 14:00     | Indonesia | 3–0  | Myanmar   | 25–22 | 25–17 | 25–19 |       |       | 75–58 |       |
| 14 tháng 5 | 17:00     | Việt Nam  | 3–0  | Malaysia  | 25–16 | 25–14 | 25–21 |       |       | 75–51 |       |
| 15 tháng 5 | 14:00     | Myanmar   | 3–0  | Malaysia  | 25–13 | 25–19 | 25–22 |       |       | 75–54 |       |
| 15 tháng 5 | 17:00     | Indonesia | 3–1  | Việt Nam  | 21–25 | 25–15 | 25–21 | 25–14 |       | 96–75 |       |
| 17 tháng 5 | 14:00     | Malaysia  | 0–3  | Indonesia | 12–25 | 11–25 | 13–25 |       |       | 36–75 |       |
| 18 tháng 5 | 17:00     | Việt Nam  | 3–0  | Myanmar   | 25–22 | 25–22 | 25–21 |       |       | 75–65 |       |

#### Bảng B
|      |             | Điểm | Trận đấu | Trận đấu | Set | Set | Set   | Điểm | Điểm | Điểm  |
| Hạng | Đội         | Điểm | T        | B        | T   | B   | Tỷ lệ | T    | B    | Tỷ lệ |
| ---- | ----------- | ---- | -------- | -------- | --- | --- | ----- | ---- | ---- | ----- |
| 1    | Thái Lan    | 6    | 2        | 0        | 9   | 2   | 4.500 | 186  | 172  | 1.081 |
| 2    | Campuchia   | 3    | 1        | 1        | 5   | 4   | 1.250 | 211  | 209  | 1.010 |
| 3    | Philippines | 0    | 0        | 2        | 1   | 6   | 0.167 | 171  | 187  | 0.914 |

| Ngày       | Thời gian |             | Điểm |             | Set 1 | Set 2 | Set 3 | Set 4 | Set 5 | Tổng    | Nguồn |
| ---------- | --------- | ----------- | ---- | ----------- | ----- | ----- | ----- | ----- | ----- | ------- | ----- |
| 14 tháng 5 | 11:00     | Philippines | 1–3  | Campuchia   | 21–25 | 26–24 | 28–30 | 27–29 |       | 102–108 |       |
| 16 tháng 5 | 14:00     | Thái Lan    | 3–0  | Philippines | 25–20 | 29–27 | 25–22 |       |       | 79–69   |       |
| 18 tháng 5 | 11:00     | Campuchia   | 2–3  | Thái Lan    | 25–22 | 25–20 | 22–25 | 20–25 | 11–15 | 103–107 |       |

## Vòng chung kết

### Sơ đồ thi đấu
|  | Bán kết 20 tháng 5 | Bán kết 20 tháng 5 | Bán kết 20 tháng 5 |          |           | Trận tranh Huy chương Vàng 22 tháng 5 | Trận tranh Huy chương Vàng 22 tháng 5 | Trận tranh Huy chương Vàng 22 tháng 5 |  |
|  |                    |                    |                    |          |           |                                       |                                       |                                       |  |
|  | A1                 | Indonesia          | 3                  |          |           |                                       |                                       |                                       |  |
|  | A1                 | Indonesia          | 3                  |          |           |                                       |                                       |                                       |  |
|  | B2                 | Campuchia          | 1                  |          |           |                                       |                                       |                                       |  |
|  | B2                 | Campuchia          | 1                  |          | Indonesia | Indonesia                             | 3                                     |                                       |  |
|  |                    |                    |                    |          | Indonesia | Indonesia                             | 3                                     |                                       |  |
|  |                    |                    | Việt Nam           | Việt Nam | 0         |                                       |                                       |                                       |  |
|  | B1                 | Thái Lan           | Việt Nam           | Việt Nam | 0         | 2                                     |                                       |                                       |  |
|  | B1                 | Thái Lan           |                    |          |           | 2                                     |                                       |                                       |  |
|  | A2                 | Việt Nam           | 3                  |          |           | Trận tranh Huy chương Đồng 21 tháng 5 | Trận tranh Huy chương Đồng 21 tháng 5 | Trận tranh Huy chương Đồng 21 tháng 5 |  |
|  | A2                 | Việt Nam           | 3                  |          |           |                                       |                                       |                                       |  |
|  |                    |                    |                    |          |           |                                       |                                       |                                       |  |
|  |                    |                    |                    |          |           | Campuchia                             | Campuchia                             | 3                                     |  |
|  |                    |                    |                    |          |           | Campuchia                             | Campuchia                             | 3                                     |  |
|  |                    |                    |                    |          |           | Thái Lan                              | Thái Lan                              | 2                                     |  |

|  | play-off tranh hạng 5-7 19 tháng 5 | play-off tranh hạng 5-7 19 tháng 5 | play-off tranh hạng 5-7 19 tháng 5 |  |  | Tranh hạng 5 20 tháng 5 | Tranh hạng 5 20 tháng 5 | Tranh hạng 5 20 tháng 5 |
|  |                                    |                                    |                                    |  |  |                         |                         |                         |
|  |                                    |                                    |                                    |  |  | A3                      | Myanmar                 | 2                       |
|  | B3                                 | Philippines                        | 3                                  |  |  | W                       | Philippines             | 3                       |
|  | A4                                 | Malaysia                           | 0                                  |  |  |                         |                         |                         |

#### Play-off tranh hạng 5-7
| Ngày       | Thời gian |          | Điểm |             | Set 1 | Set 2 | Set 3 | Set 4 | Set 5 | Tổng  | Nguồn |
| ---------- | --------- | -------- | ---- | ----------- | ----- | ----- | ----- | ----- | ----- | ----- | ----- |
| 19 tháng 5 | 14:00     | Malaysia | 0–3  | Philippines | 12–25 | 13–25 | 12–25 |       |       | 37–75 |       |

#### Bán kết
| Ngày       | Thời gian |           | Điểm |           | Set 1 | Set 2 | Set 3 | Set 4 | Set 5 | Tổng    | Nguồn |
| ---------- | --------- | --------- | ---- | --------- | ----- | ----- | ----- | ----- | ----- | ------- | ----- |
| 20 tháng 5 | 14:00     | Indonesia | 3–1  | Campuchia | 25–18 | 25–15 | 22–25 | 25–16 |       | 97–74   |       |
| 20 tháng 5 | 17:00     | Thái Lan  | 2–3  | Việt Nam  | 25–17 | 23–25 | 17–25 | 25–23 | 13–15 | 103–105 |       |

#### Trận tranh hạng 5
| Ngày       | Thời gian |         | Điểm |             | Set 1 | Set 2 | Set 3 | Set 4 | Set 5 | Tổng    | Nguồn |
| ---------- | --------- | ------- | ---- | ----------- | ----- | ----- | ----- | ----- | ----- | ------- | ----- |
| 20 tháng 5 | 11:00     | Myanmar | 2–3  | Philippines | 24–26 | 25–22 | 22–25 | 29–27 | 14–16 | 114–116 |       |

#### Trận tranh Huy chương Đồng
| Ngày       | Thời gian |           | Điểm |          | Set 1 | Set 2 | Set 3 | Set 4 | Set 5 | Tổng    | Nguồn |
| ---------- | --------- | --------- | ---- | -------- | ----- | ----- | ----- | ----- | ----- | ------- | ----- |
| 21 tháng 5 | 18:30     | Campuchia | 3–2  | Thái Lan | 25–23 | 22–25 | 25–22 | 13–25 | 15–13 | 100–108 |       |

#### Trận tranh Huy chương Vàng
| Ngày       | Thời gian |           | Điểm |          | Set 1 | Set 2 | Set 3 | Set 4 | Set 5 | Tổng  | Nguồn |
| ---------- | --------- | --------- | ---- | -------- | ----- | ----- | ----- | ----- | ----- | ----- | ----- |
| 22 tháng 5 | 14:00     | Indonesia | 3–0  | Việt Nam | 25–22 | 25–18 | 25–15 |       |       | 75–55 |       |

## Bảng xếp hạng
| Thứ hạng | Đội         |
| -------- | ----------- |
| 1        | Indonesia   |
| 2        | Việt Nam    |
| 3        | Campuchia   |
| 4        | Thái Lan    |
| 5        | Philippines |
| 6        | Myanmar     |
| 7        | Malaysia    |